# François Forget
Pour les articles homonymes, voir Forget.
Francois Forget (né en 1967) est un astrophysicien et climatologue français, spécialiste de l’exploration du Système solaire et des environnements planétaires. Il est directeur de recherche au CNRS et membre de l'Académie des sciences.
Biographie
Après avoir soutenu sa thèse sur l'étude de la planète Mars en 1996, François Forget devient chargé de recherche CNRS en 1998. Il crée l'équipe « planétologie » du Laboratoire de météorologie dynamique (LMD) en 2003 puis il dirige le pôle « Système solaire » de l'Institut Pierre-Simon-Laplace de 2009 à 2017. Il travaille à la NASA entre 2004 et 2005 et devient directeur de recherche CNRS au LMD en 2010. Il est directeur adjoint du LMD depuis 2016, et conseiller au Centre National d’Étude Spatiale (CNES) depuis 2019.

## Travaux
François Forget est impliqué dans de nombreuses missions spatiales comme Mars Express (ESA), l'ExoMars Trace Gas Orbiter (ESA), New Horizons (NASA), InSight (NASA) ou le Rover ExoMars (ESA).
Il étudie le climat et les atmosphères sur les planètes telluriques du système solaire (Mars, Vénus, Pluton, Titan, Triton) et sur les exoplanètes. Pour ce faire, il a développé des modèles numériques conçus pour simuler les environnements sur ces planètes afin d’analyser les observations spatiales, préparer les missions robotiques, étudier l’habitabilité des exoplanètes et mieux comprendre la Terre.
Il est aussi vétéran de nombreuses expéditions polaires en Arctique et est impliqué dans l'étude de l'Antarctique où il a effectué trois séjours en tant que responsable du programme de recherche en climatologie de l'Antarctique CALVA

## Distinctions
- Élu membre de l'Académie des sciences en décembre 2017[7]
- Médaille d'argent du CNRS en 2022[8].
- Lauréat d’une “ERC Advanced Grant”[9] pour le projet Mars Through Time.
- En 2014, François Forget a reçu la médaille David Bates[10] de l'EGU pour ses "contributions exceptionnelles aux sciences des planètes et du système solaire", en particulier pour son travail sur la modélisation du climat des planètes du système solaire et extrasolaire et « pour avoir mis en place un des premiers cadres qualitatifs permettant une planétologie comparée »[11]
- Médaille de bronze du CNRS en 2001[réf. nécessaire].